# Dinopteridion
Dinopteridion is een geslacht van vliesvleugeligen uit de familie Eulophidae. De wetenschappelijke naam van dit geslacht is voor het eerst geldig gepubliceerd in 2004 door Hansson.

## Soorten
Het geslacht Dinopteridion omvat de volgende soorten:
- Dinopteridion corcovadoense Hansson, 2004
- Dinopteridion gigas Hansson, 2004
- Dinopteridion gouleti Hansson, 2004
- Dinopteridion languidiceps Hansson, 2004
- Dinopteridion turbinis Hansson, 2004